# مدخنة شمسية

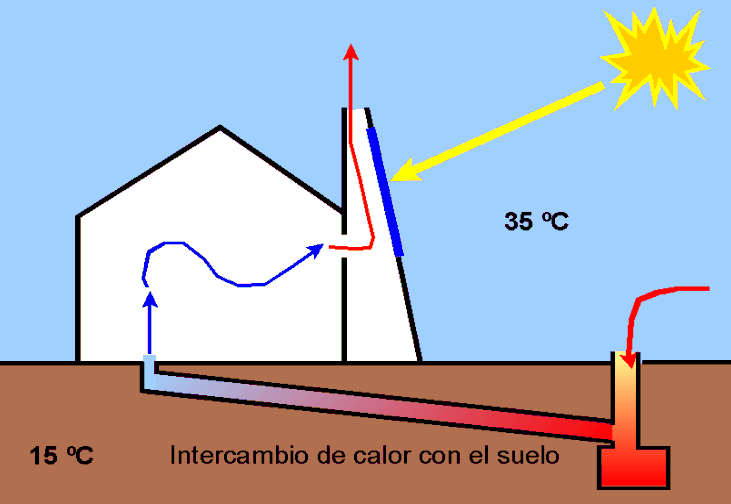
مقطع رأسي للمدخنة الشمسية

المدخنة الشمسية، ويقال لها المدخنة الحرارية، هي وسيلة لتحسين التهوية الطبيعية في المباني باستخدام الحمل الحراري للهواء المسخن من الطاقة الشمسية الخاملة. وصف بسيط من المدخنة الشمسية هو أنها ممر رأسي يستخدم الطاقة الشمسية لتحسين التهوية الطبيعية للبناء.
استخدمت المدخنة الشمسية لعدة قرون، لا سيما في الشرق الأوسط، وكذلك عند الرومان.

## وصف
للمدخنة الشمسية عدة أنواع وأشكال، وأبسطها هي تلك التي تطلى باللون الأسود لامتصاص أكبر كمية من الإشعاعات الشمسية. وخلال النهار مع ارتفاع درجات الحرارة، تيار الهواء الساخن الذي بداخل المدخنة يصعد إلى الأعلى والهواء البارد يدخل من الأسفل.

### عناصر المدخنة الشمسية
- منطقة تجميع الطاقة الشمسية: هذه يمكن تقع في الجزء الأعلى من المدخنة أو يمكن أن تشمل التوجيه، الزجاج والعزل الحراري
- فتحة التهوية الرئيسية: حيث الموقع والارتفاع هما من العوامل المهمة جدا.
- فتحات لدخول وخروج الهواء

## المدخنة الشمسية والهندسة المعمارية المستدامة
ويمكن زيادة عملية التهوية الطبيعية من خلال المدخنة الشمسية. المدخنة يجب أن تكون أعلى من مستوى السطح، ويجب أن تبنى على الجدار التي تواجه اتجاه الشمس. ويمكن زيادة امتصاص الحرارة من الشمس عن طريق استخدام سطح زجاجي من الجهة المقابلة للشمس واستخدام مواد تمتص الحرارة من الجهة الأخرى. مساحة السطح الذي يمتص الحرارة الشمسية أكثر همية من قطر المدخنة. وهذا من اجل زيادة كمية التبادل الحراري مع الهواء الخارجي. أما فتحات مخارج المدخنة فيجب ان لا تكون مقابلة لاتجاه الرياح السائدة[بحاجة لمصدر].
ويمكن إنشاء التهوية الطبيعية من خلال توفير الفتحات في الطابق العلوي للمبنى من اجل دفع الهواء الساخن إلى الأعلى ومن ثم إلى الخارج. ويمكن زراعة الأشجار على هذا الجانب من المبنى لتوفير الظل لتبريد الهواء الخارجي.
ولتحقيق أقصى استفادة من تأثير التبريد، الهواء يجب ان يمر من خلال قنوات تحت الأرض قبل ان يدخل إلى المبنى. ويمكن تحسين الاستفادة من المدخنة الشمسية من خلال دمجها مع جدار عازل للحرارة
وميزة المدخنة الشمسية تكمن في انه من الممكن استخدامها في فصل الشتاء من خلال عكس نظامها. الذي يتم من خلال تخزين الطاقة الشمسية للاستفادة منها في التدفئة بدلا من التبريد.
وهناك تباين في مفهوم المدخنة الشمسية وخصوصا المدخنة الشمسية الموجودة في الطوابق العليا. ففي المناخ الحار المشمس تمتاز المناطق العليا بدرجات حرارة عالية وكبيرة جدا وبتوهج كبير خلال فصل الصيف. وهذا يمثل في المباني التقليدية مشكلة لأنه يؤدي إلى الحاجة المتزايدة لتكييف الهواء. ويمكن حل هذه المشكلة من خلال دمج الفراغات العليا مع المدخنة الشمسية للحصول على أكبر استفادة من الطاقة الشمسية، من خلال الاستفادة من الهواء الموجود في الفراغات العليا حيث انه يمكن أن يساعد على زيادة الحمل الحراري في داخل المدخنة الشمسية، وتحسين التهوية في الفراغ.
استخدام المدخنة الشمسية يعتبر عامل مهم في عملية التهوية الطبيعية وإستراتيجيات التبريد الطبيعية للمباني وبالتالي تقلل من استخدام الطاقة، وانبعاثات CO2، والتلوث بشكل عام.

## الفوائد المحتملة فيما يتعلق بالتهوية الطبيعية واستخدام المداخن الشمسية
- تحسين معدلات التهوية في الأيام التي لا تزال ساخنة.
- تخفيض الاعتماد على طاقة الرياح وتهوية الرياح المدفوعة[بحاجة لمصدر].
- تحسين السيطرة على تدفق الهواء داخل المبنى.
- توفير خيارات أكبر من ناحية الاستفادة من كمية الهواء.
- تحسين نوعية الهواء وخفض مستويات الضوضاء في المناطق الحضرية.
- تساهم في زيادة معدلات التهوية الليلية.
- تهوية المساحات الضيقة الصغيرة مع الأخذ بعين الاعتبار التعرض القليل للعناصر الخارجية (الجدران والشبابيك).

## وقد تكون الفوائد المحتملة فيما يتعلق التبريد السلبي ما يلي
- التبريد الطبيعي شهد تحسنا ملحوظا خلال الموسم الحار.
- تحسين معدلات التبريد ليلا.
- الحصول على أداء أفضل للكتلة الحرارية (thermal mass).
- تحسين شعور بالراحة الحرارية للإنسان من خلال تحسين مراقبة تدفق الهواء.

## دراسة سابقة (البناء البيئي)
تم إنشاء بحوث للبناء (BRE) في مبنى للمكاتب في غراستون، واتفورد، المملكة المتحدة، الذي يقوم على أساس الاستفادة من الطاقة الشمسية بمساعدة مداخن التهوية الطبيعية كجزء من إستراتيجية نظام التهوية الخاص بها.
تم تصميم مكتب BRE، من قبل المهندسين المعماريين كليغ برادلي وفيلدنغ، بهدف خفض استهلاك الطاقة وانبعاثات CO2 بنسبة 30%. والحفاظ على الظروف البيئية المريحة من دون استخدام أجهزة تكييف الهواء الصناعية.
مداخن التهوية الطبيعية، والتظليل الشمسي، والألواح الخرسانية المجوفة مع التبريد الأرضي هي الملامح الرئيسية لهذا المبنى. حيث يتم التحكم بالتهوية وأنظمة التدفئة بواسطة نظام إدارة (BMS)
ويستخدم المبنى 5 من الآبار العمودية باعتبارها جزء لا يتجزأ من إستراتيجية التهوية والتبريد.

## المكونات الرئيسية للمداخن الشمسية
يرتبط الجدار الزجاجي الذي يواجه الجنوب بالمداخن ومع الالواح الخرسانية الموجوفة التي يتم تبريدها من خلال التهوية الليلة أو/و الاستفادة من المياه الجوفية.
في يوم عاصف ودافئ يدخل الهواء داخل الالواح الخرسانية المجوفة. التهوية الطبيعية التي تحدث من خلال المداخن الشمسية تعزز من تدفق الهواء عبر المبنى وحركة الهواء عبر قمم المدخنة الشمسية تعزز من تأثير التهوية الطبيعية خلال الايام الصيفية. ويمكن أيضا استخدام المراوح المنخفضة الطاقة في قمم مداخن والتي يمكن استخدامها لتحسين تدفق الهواء.
وهنالك تقنية تتصل اتصالا وثيقا مع المدخنة الشمسية وهو التبخر الذي يحدث في اسفل البرج البارد. في المناطق ذات المناخ الحار والجاف التي قد تسهم على نحو كبير في توفير تكييف الهواء الميكانيكي في المباني
تبخر الرطوبة الذي استخدم في اعلى مباني التونغانا التي بناها الناس في دوغون من مالي، وأفريقيا والتي تساهم في البرودة التي يشعر بها الرجال الذين يستريحون تحتها. اما مباني العائلات التي على مشارف البلدة فكانت تستخدم فيها المداخن الشمسية التقليدية.
المبدأ هو السماح بتبخر المياه في الجزء العلوي من البرج، عن طريق استخدام منصات التبريد التبخيري أو عن طريق رش المياه. التبخر يبرد الهواء، مما يسبب في انحدار الهواء البارد للأسفل وهذا من شأنه خفض درجة الحرارة داخل المبنى. ويمكن زيادة جريان الهواء باستخدام المدخنة الشمسية على الجانب المقابل للمبنى للمساعدة في تنفيس الهواء الساخن إلى الخارج. وقد استخدم هذا المفهوم لمركز الزوار في الحديقة الوطنية. وقد صمم المركز من قبل الزوار لبحوث المباني العالية الأداء للمختبر القومي للطاقة المتجددة (المختبر الوطني).